# 버나드 드워크
버나드 모리스 드워크(영어: Bernard Morris Dwork, 1923년 5월 27일 ~ 1998년 5월 9일)는 미국의 수학자다. p진수 해석학적 기법을 수론의 베유 추측에 응용하였다.

## 생애
뉴욕에서 태어났다. 1954년 컬럼비아 대학교에서 에밀 아르틴 아래 박사 학위를 수여받았다.
딸 데버러 드워크(영어: Deborah Dwork)는 유명한 역사학자이며, 딸 신시아 드워크(영어: Cynthia Dwork)는 데이크스트라 상을 수상한 전산학자이다.

## 같이 보기
- 결정 코호몰로지